# 마카베우스속
마카베우스속(Maccabeus)은 새예동물문의 현존하는 3개의 생물 강 중의 하나인 세티코로나루스강(Seticoronaria), 세티코로나루스목(Seticoronarida), 마카베우스과(Maccabeidae)에 속하는 유일한 속이다. 2종을 포함하고 있다.

## 하위 종
- M. tentaculatus Por, 1973
- M. cirratus Malakhov, 1979